# Xã Watertown, Quận Sanilac, Michigan
Xã Watertown (tiếng Anh: Watertown Township) là một xã thuộc quận Sanilac, tiểu bang Michigan, Hoa Kỳ. Năm 2010, dân số của xã này là 1.320 người.